# 稲垣重定
稲垣 重定（いながき しげさだ、慶安元年（1648年）- 宝永4年11月10日（1707年12月3日））は、近江山上藩の初代藩主。
大身旗本・稲垣重大の長男。正室は牧野康成の娘。子に稲垣重房（長男）、娘（大久保忠庸正室）、娘（市橋直方正室）。官位は従五位下、備後守。安芸守。

## 生涯
明暦3年（1657年）6月7日、将軍徳川家綱に御目見する。明暦4年（1658年）6月25日、家督を継ぐ。寄合に所属する。延宝4年（1676年）3月4日、書院番頭となる。同年12月16日、従五位下・備後守に叙任する。延宝7年（1679年）8月12日に大番頭となる。天和2年（1682年）5月21日、丹波国内で2000石を加増され、天和3年（1683年）5月21日に徳川徳松の側役となる。貞享2年（1685年）11月6日に若年寄となり、武蔵国内で5000石を加増され、合計1万3000石の大名となった。元禄2年（1689年）2月3日、解任される。元禄7年12月11日、赦免される。元禄11年（1698年）3月7日、常陸国から移封されて近江山上藩主となる。同年12月、菊間広縁詰めとなる。藩政においては奉行制度を確立した。宝永4年（1707年）11月10日、60歳で死去し、跡を長男の重房が継いだ。法号は泰昌院的応政端大居士。墓所は群馬県伊勢崎市の天増寺。

## 系譜
父母
- 稲垣重大（父）

正室
- 牧野康成の娘

子女
- 稲垣重房（長男）生母は正室
- 大久保忠庸正室
- 市橋直方正室